# عبدالله ادریس
عبدالله ادریس (انگلیسی: Abdulla Idrees؛ زادهٔ ۱۶ اوت ۱۹۹۹) بازیکن فوتبال اهل امارات متحده عربی است.
از باشگاه‌هایی که در آن بازی کرده‌است می‌توان به باشگاه فوتبال الجزیره اشاره کرد.
وی همچنین در تیم‌های ملی فوتبال زیر ۲۳ سال و بزرگسالان امارات متحده عربی بازی کرده‌است.